# Yabisi
Yabisi is een geslacht van spinnen uit de  familie van de Hersiliidae.

## Soorten
- Yabisi guaba Rheims & Brescovit, 2004
- Yabisi habanensis (Franganillo, 1936)